# Customer Demand Planning
Il Customer Demand Planning o CDP (in italiano: gestione della richiesta del cliente) è un processo di pianificazione aziendale che permette alle squadre di vendita di sviluppare la previsione di richiesta come input ai processi di pianificazione del servizio, alla produzione, alla pianificazione dell'inventario e alla pianificazione dei ricavi.

## Definizione
CDP è un aspetto importante della catena del valore della gestione.
Di solito il primo passo della CDP è di prevedere la richiesta del prodotto.
Un manager può pianificare il deployment di risorse, in accordo alla previsione dei risultati.
Esistono diversi sistemi software creati da diverse società come Dynasys, Avercast, Demand Solutions, RightChain TM, SAS System, Agentrics, Manugistics, Oracle, Petrolsoft Corporation (ora Aspen Technology), StatSoft, ToolsGroup, SAP APO e GMDH Shell per la gestione della previsione della richiesta e le operazioni di pianificazione.